# Фогтсбург
Фогтсбург (нім. Vogtsburg) — місто в Німеччині, знаходиться в землі Баден-Вюртемберг. Підпорядковується адміністративному округу Фрайбург. Входить до складу району Брайсгау-Верхній Шварцвальд.
Площа — 37,40 км2. Населення становить 6121 ос. (станом на 31 грудня 2020).